# Azi
Azi este un ziar din România.
A fost lansat la data de 11 aprilie 1990 sub conducerea colegiului director format din Vasile Ailinei, Iosif Boda, Augustin Buzura, Petru Dătculescu, Claudia Iordache, Cătălin Iorgulescu și Sorin Vornicu.
Directorul onorific al publicației era Alexandru Bârlădeanu, iar redactor-șef Octavian Știreanu.
În prezent (decembrie 2009), ziarul se află în proprietatea lui Octavian Știreanu.
Ziarul a fost oficiosul regimului Ion Iliescu.
Azi a fost și numele unei revistă literare apărută lunar în România în perioada martie 1932 - august 1938, sub direcțiunea lui Zaharia Stancu.
Revista avea orientarea socialistă și antifascistă.
A reapărut în perioada 19 februarie 1939 - 8 septembrie 1940, ca săptămânal politico-literar.
În 2020, publicația își continuă apariția în mediul online, pe situl www.eAzi.ro Arhivat în 29 octombrie 2014, la Wayback Machine..